# Alameda (banda)
Alameda es un grupo musical español, integrante del llamado rock andaluz, creado a inicios de los años 70.
Fueron fundados en 1971 en la ciudad andaluza de Sevilla. Debido a la censura instaurada por la dictadura que por aquellos años sufría España, en vez de hacer rock instrumental o en inglés prefirieron esperar hasta la muerte del dictador Francisco Franco Bahamonde, en 1975, para volver a reunirse y grabar un disco.

## La música del grupo
Cuando Alameda lanzaron su álbum homónimo estuvieron bajo la sospecha de clonar a Triana, a pesar de que el disco fue compuesto antes del lanzamiento del primer disco de Triana, aunque se publicó después del mismo, de ahí esas acusaciones, pues es cierto que comparten algunos elementos en sus estilos musicales como lo es la tradición de la mezcla entre el rock progresivo y el flamenco, y la forma de abordarlos muy similar, con apoyo en ritmos aflamencados (bulerías en el caso de Triana y rumbas en el caso de Alameda), utilización profusa de la iconografía y resortes de la tradición vinculada al flamenco, letras de tipo popular y voces con fraseos y melismas aflamencados. A pesar de estas comparaciones con Triana, Alameda siempre ha tenido un estilo que le distinguía, Triana se centra más en estilos como rock psicodélico, espacial y beat, a diferencia de Alameda que se centran en el rock sinfónico, neo-barroco y ácido, ergo un flamenco más arraigado, más elementos de zapateado, mayores cambios de tempo, influencias del cool jazz y del folk peruano y chileno con unas potentes líneas de bajo. Lo que más los asemeja es el canto a la vida abstracto y la esperanza, presentes en todas las canciones de ambos grupos, así como el teclado rock flamenco que le da a este rock andaluz sus aires progresivos.

## Historia

### Orígenes
La banda se creó en diciembre de 1971 tras coincidir cuatro de sus componentes en el Conservatorio Superior de Música de Sevilla. Los hermanos Marinelli aportaban nuevas experiencias en los teclados, tanto con el tradicional piano, con el Moog o con el melotrón. Uno de los integrantes de Alameda, Luis Moreno, había formado parte, junto con Eduardo Rodríguez Rodway, fundador de Triana, del grupo Los Payos. Otro de sus integrantes, Pepe Roca, había sido componente del grupo onubense Tartessos. 
Debido a lo antes mencionado la banda se disolvió en 1973 y vuelven a reunirse en el octubre del 1975, graban su primera maqueta de la mano de Ricardo Pachón en su estudio de "El Aljarafe". Después de 2 años y medio tocando en bares y clubes de Rock por Sevilla Gonzalo García Pelayo les consigue su primer contrato discográfico en 1979.

### El éxito
La aparición de su primer disco, Alameda, supuso un gran éxito comercial llegando a conseguir el disco de oro.
Este disco contiene tres clásicos del grupo: "El amanecer en el puerto", canción con la que se dieron a conocer y que se convertiría en su canción seña; "Aires de la Alameda" y "Matices", con tintes de balada. Ese mismo año 1979, colaborarían en el mítico disco "La leyenda del tiempo" de Camarón.
En su segundo álbum, “Misterioso Manantial” (1980), destaca el tema “Dos Amores”. En su tercer álbum, “Aire Cálido De abril” (1981), sobresale “Sangre Caliente”. Estos dos discos mantuvieron un cierto nivel de ventas, aunque no con el mismo éxito comercial que el primero.

### La crisis del grupo
En 1983 graban su cuarto disco "Noche andaluza", con muestras de la división que ya aparecía en el grupo: unos preferían un enfoque más culto y otros volver a la frescura del primer disco. Después de este disco, el grupo se disolverá. Sus componentes colaborarán en trabajos de Camarón y Paco de Lucía.

### El regreso de la banda
Se vuelven a unir en 1992 para un recital organizado con motivo de la Expo 92 en Sevilla. Tras esto, publican "Dunas" (1994) y, un año después, "Ilusiones" (1995), que contiene una recopilación de temas de Dunas y temas nuevos. Su último trabajo, "Concierto veinte aniversario" (1999) incluye la colaboración de varios artistas.
A finales de la primera década del nuevo siglo, seguían actuando con dos de sus fundadores, Pepe Roca y Rafael Marinelli, acompañados de una banda de músicos de sesión, editando un disco en 2008 ("Calle arriba").

## Miembros
- Manuel Marinelli - Teclados.
- Rafael Marinelli – Teclados.
- Luis Moreno - Batería y percusión.
- José Roca – Voz y guitarra.
- Manuel Rosa - Bajo.

## Discografía

### Álbumes
- 1979 - Alameda.
- 1980 - Misterioso manantial.
- 1981 - Aire cálido de abril.
- 1983 - Noche andaluza.
- 1994 - Dunas.
- 1995 - Ilusiones.
- 2008 - Calle arriba.

### Recopilatorios
- 1999 - Concierto - 20 Aniversario (doble CD en directo).
- 2001 - Noche andaluza y otros grandes éxitos.
- 2003 - Todas sus grabaciones para Discos Epic / 1979-1983 (doble CD).